# Leonardo Monje
Leonardo Monje, född 16 mars 1981 i Temuco, Chile, är en fotbollsspelare som sedan 2014 spelar i Universidad de Concepción.